# Раковец (Ивано-Франковский район)
Ра́ковец (укр. Раковець) — село в Солотвинской поселковой общине Ивано-Франковского района Ивано-Франковской области Украины.
Население по переписи 2001 года составляло 1934 человека. Занимает площадь 8 км². Почтовый индекс — 77732. Телефонный код — 03471.